# Jan Gibus
Jan Gibus (ur. 19 grudnia 1910, zm. 3 lutego 1999) – polski nauczyciel, dyrektor szkoły i społecznik.

## Życiorys
Gibus przed II wojną światową był oficerem Wojska Polskiego. Został mianowany na stopień podporucznika rezerwy piechoty ze starszeństwem z dniem 1 stycznia 1935. W latach 1946–1973 był dyrektorem szkoły w Wiskitnie (późn. osiedle w Łodzi), gdzie był inicjatorem utworzenia przedszkola, szkoły rolniczej i biblioteki. Pełnił również funkcję prezesa Ochotniczej Straży Pożarnej w Wiskitnie (1949–1962), był współorganizatorem Gminnej Spółdzielni Rolniczej oraz inicjatorem i przewodniczącym komitetów: budowy wodociągów oraz budowy gazociągu. Był delegatem na IV Krajowy Zjazd Delegatów Związku Zawodowego Nauczycielstwa Polskiego (1953).
Został pochowany na cmentarzu parafialnym Łódź-Wiskitno w Posadzie (sektor: 2, rząd: 1, numer: 2).

## Upamiętnienie
W 2018 z inicjatywy Rady Osiedla Wiskitno, Rada Miejska w Łodzi nadała parkowi przy ul. Brójeckiej imię Jana Gibusa. W 2018 posadzono w parku dwa dęby niepodległości, poświęcone Janowi Gibusowi i jego żonie.

## Odznaczenia
- Srebrny Krzyż Zasługi (1953)[9]
- Medal 10-lecia Polski Ludowej (1954)[10]
- Honorowa Odznaka Miasta Łodzi (1983)[11]